# Hemmschuh

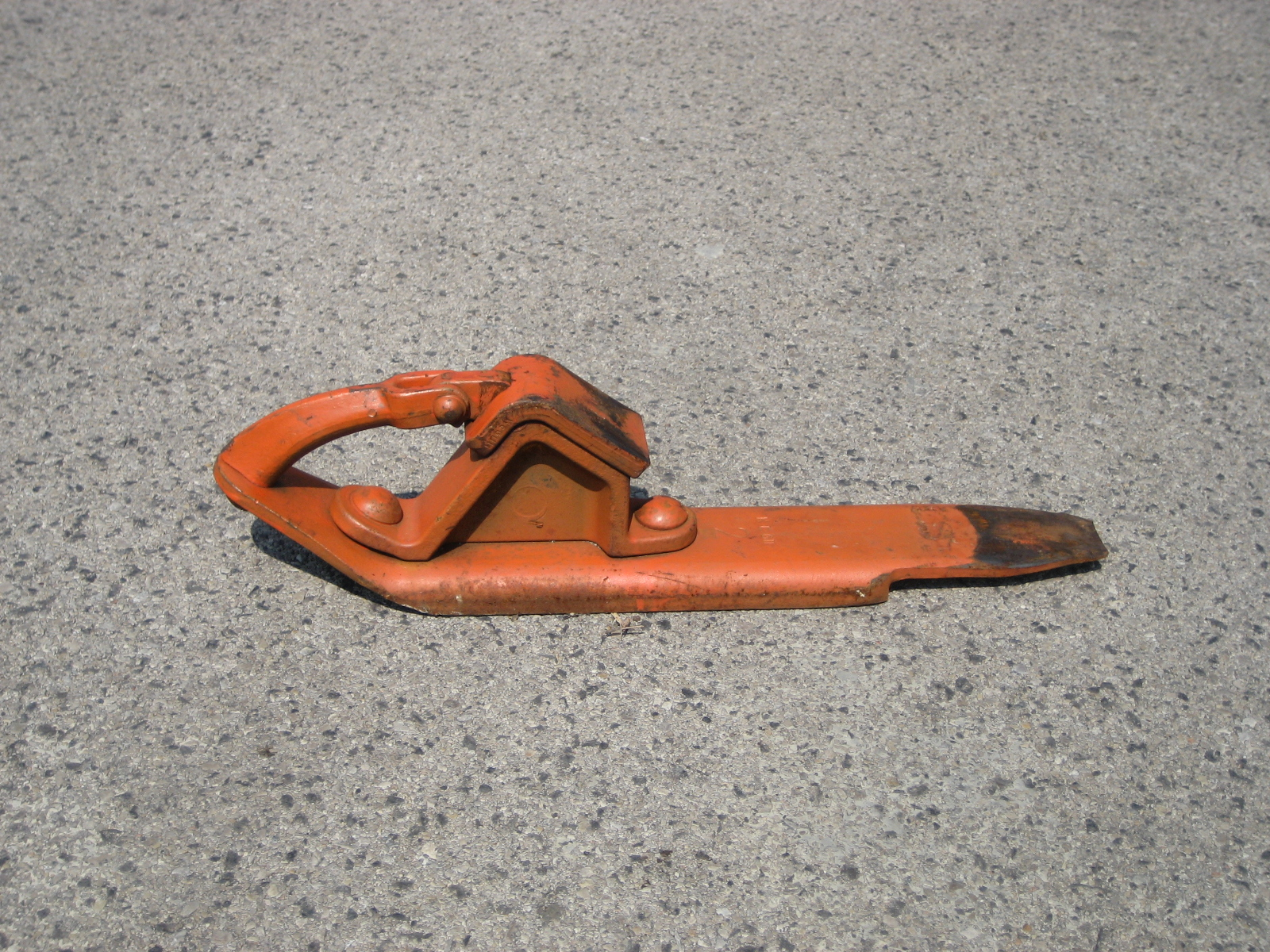
Einheitshemmschuh mit loser Kappe

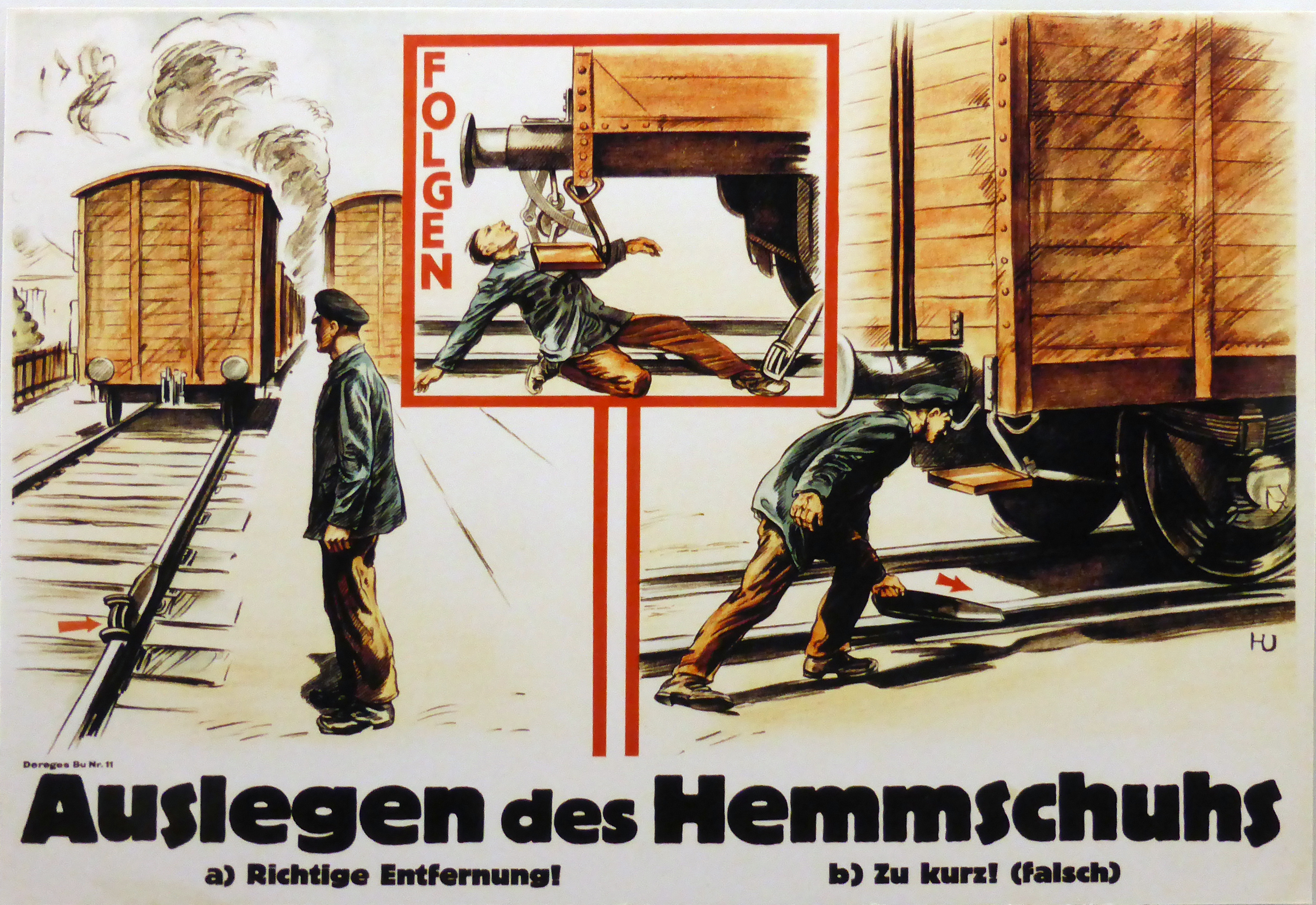
Sicherheitshinweis

Ein Hemmschuh, auch Bremsschuh, Radschuh oder Rämmschuh genannt, ist ein Rangiermittel zum Abbremsen von Schienenfahrzeugen. Er wird zwischen Rad und Boden oder Schiene platziert, um durch die entstehende Reibung den Wagen zu bremsen.
Hemmschuhe ähneln Unterlegkeilen bei Straßen- und Radvorlegern bei Schienenfahrzeugen. Diese dienen jedoch ausschließlich der Sicherung stehender Fahrzeuge gegen Wegrollen und sind teilweise abschließbar.

## Hemmschuhe bei der Eisenbahn

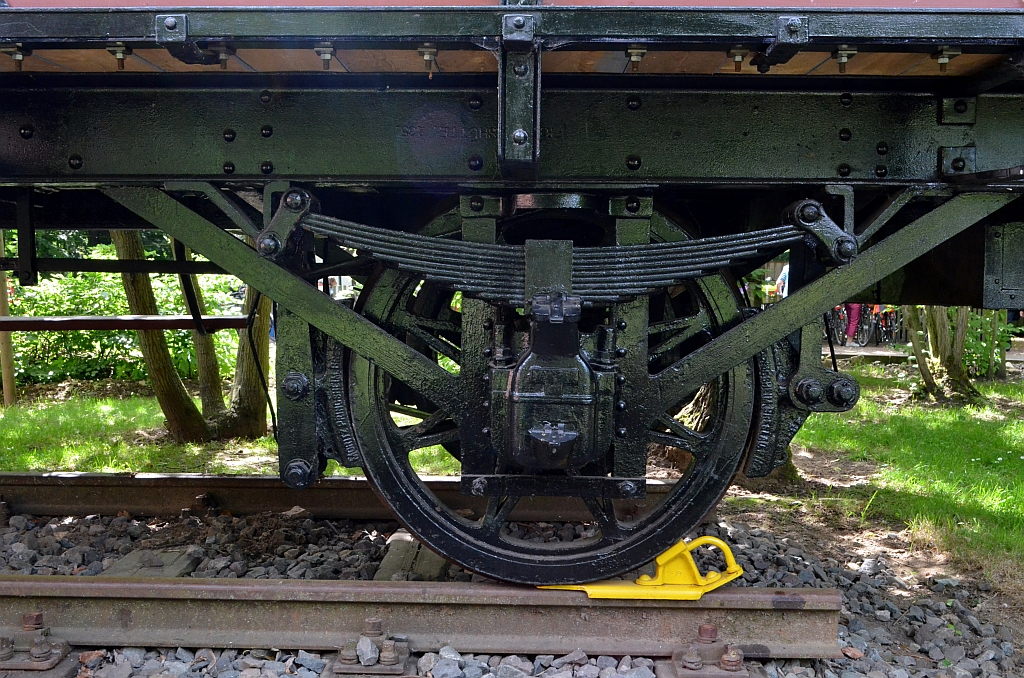
Standardhemmschuh mit fester Kappe unter einem alten Güterwagen

Hemmschuhe werden beim Rangieren von Eisenbahnwagen verwendet, hier in erster Linie im Abstoß- und Ablaufverfahren. Der Hemmschuh besteht aus Metall. Seine Unterseite muss auf das Profil der Schiene passen, auf der er verwendet werden soll. Aus diesem Grund gibt es mehrere Hemmschuhformen für die verschiedenen Schienenprofile. Der passende Hemmschuh wird durch eine bestimmte der Schienenkopfform zugeordnete Farbe gekennzeichnet. Wo welcher Hemmschuh verwendet werden darf, wird vom Eisenbahninfrastrukturunternehmer geregelt und den Nutzern der Infrastruktur bekanntgegeben. Ein zu breiter Hemmschuh neigt zum Verkanten („Fangen“) und in der Folge zum Auswerfen des Rades (Entgleisen). Der Hemmschuh besitzt eine Sohle mit einer zur Spitze hin abgeflachten Zunge und zwei seitlich angebrachten Führungsleisten. Auf der Sohle ist oben der Bock mit der Kappe und einem Handgriff befestigt.
- Der österreichische Universal-Hemmschuh hat anstelle der zweiten Führungsleiste eine Feder, die ihn an die Schiene drückt.
- Beim etwa 8 kg schweren Einheitshemmschuh gibt es auf dem Bock eine bewegliche Kappe, der von der Deutschen Reichsbahn nach dem Zweiten Weltkrieg entwickelte Standardhemmschuh mit fester Kappe ist mit etwa 6 kg deutlich leichter.
- Auf Gleisen mit Auflauflaschen oder verschiedenen Schienenformen (Ladegleisen/Nebengleisen) wird ein Federhemmschuh verwendet. Anstelle der einen Führungsleiste hat er in Richtung Gleisaußenseite eine Längsfeder angebracht. Er ist daher nur mit der Feder nach außen zu verwenden.

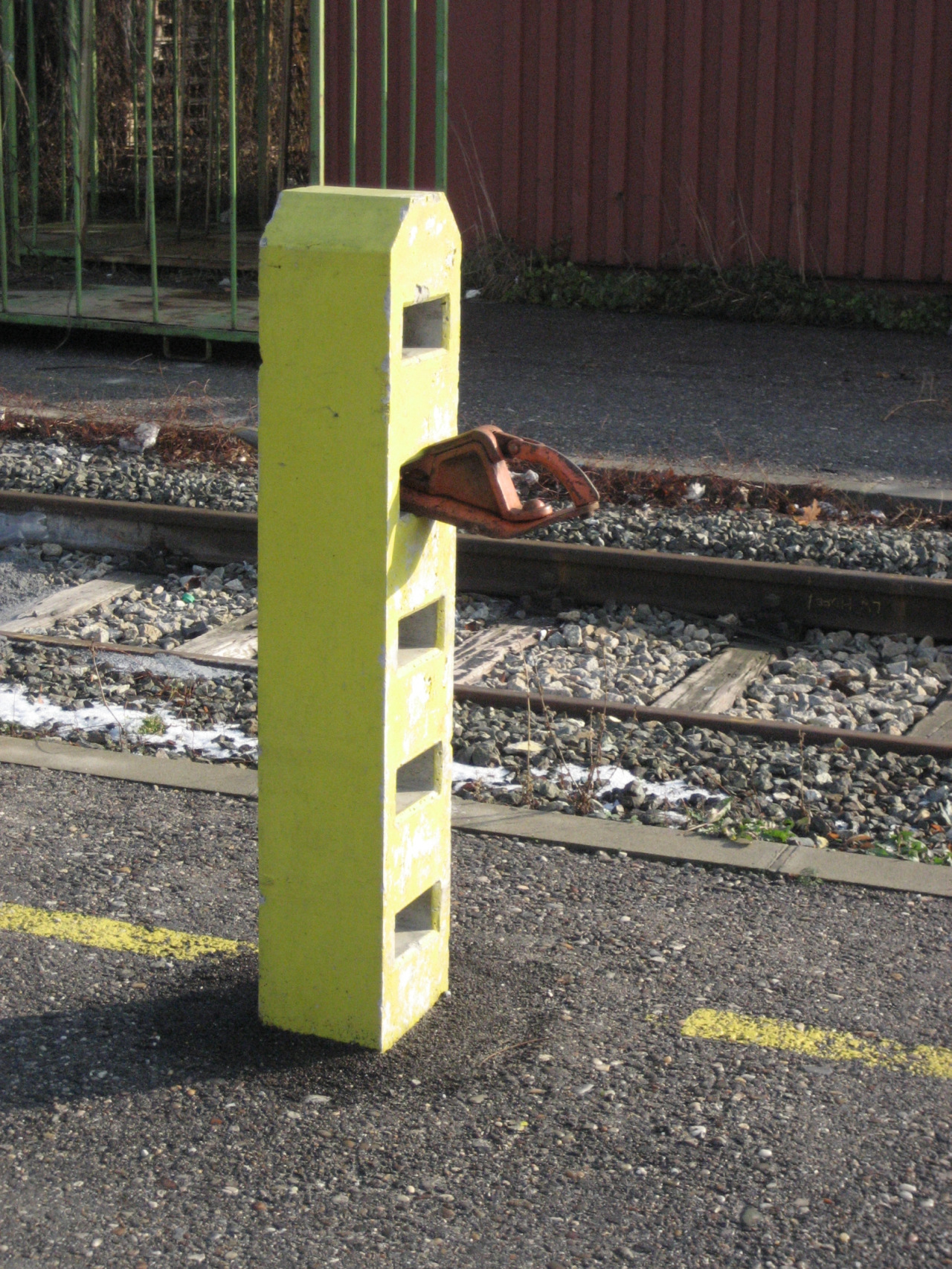
Hemmschuhständer aus Beton

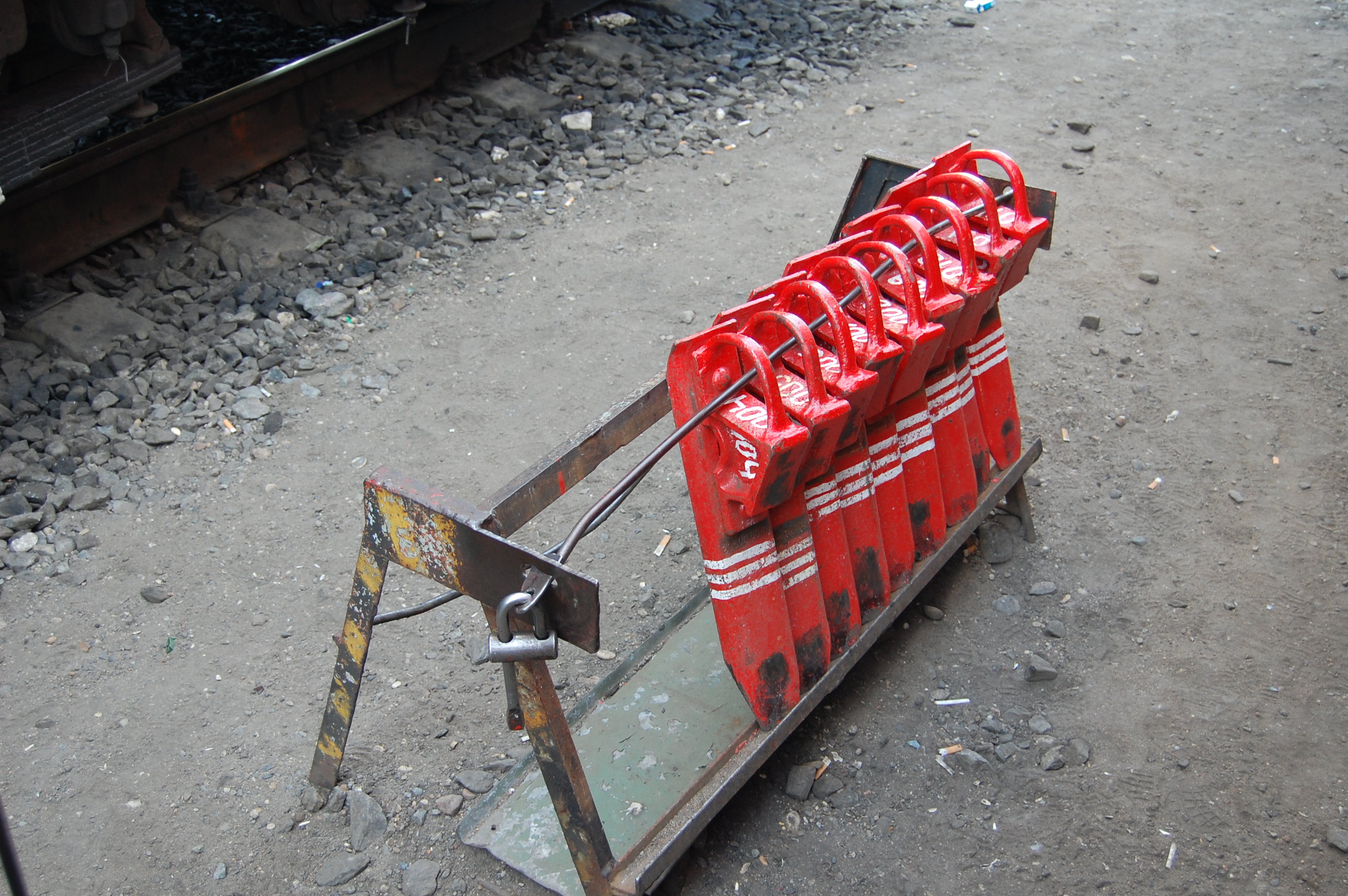
Hemmschuhständer, Stahl

Hemmschuhe der Regelbauart sind in geneigten Gleisen über 2,5 ‰ nur schwer zu entfernen, weil ein damit aufgehaltener Wagen nicht zurückrollt und den Hemmschuh freigibt. In solchen Fällen wird der Hemmschuh für Gefällebahnhöfe mit verkürzten Führungsleisten verwendet. Für diese Fälle gibt es auch Trennhemmschuhe, bei denen der Bock mit einem Auslöser von der Sohle getrennt werden kann.
Bei ungünstigen Witterungsbedingungen wird der Hemmschuh mit geführter Spitze benutzt. Die verlängerten Führungsleisten in Verbindung mit der besonders langen Sohle verhindern das Abspringen. Es gibt aber auch Hemmschuhe mit nur einer Führungsleiste, womit vermieden werden soll, dass diese beim unbeabsichtigten Durchdrücken in eine Weiche sich dort in deren Herzstück festsetzen und dies in der Folge zur Entgleisung von Fahrzeugen führen kann.
Der Hemmschuhleger oder -verschieber legt den Hemmschuh vor dem heranrollenden Wagen auf eine Schiene des Gleises in geeigneter Entfernung vor der Stelle, an der der Wagen zum Stehen kommen soll – z. B. beim Ablaufbetrieb vor im Gleis stehenden weiteren Wagen oder vor einem Gleisabschluss. Um Schäden an Fahrzeugen und Ladung zu vermeiden, muss er den benötigten Bremsweg richtig einschätzen, wozu viel Erfahrung gehört. Ein Rad des aufzuhaltenden Eisenbahnwagens rollt über die Zunge auf die Sohle und stößt an den Bock mit der darauf auswechselbar befestigten Kappe. Der Radsatz soll dabei nicht zum Stillstand kommen, sondern unter seinem Drehschwung auf Hemmschuhsohle und -kappe weiterdrehen. Das Rad kann dabei auf der anderen Schiene zwar Schlupf zeigen, doch solange es sich als Teil des Radsatzes dreht, besteht keine Gefahr, dass sich an einer Stelle eine Flachstelle abschleift. Der Hemmschuh kann sich dabei unter Aufnahme eines Teils der Bremsleistung sehr stark erwärmen. Der Schlüssel zur bestmöglichen Bremswirkung ist das Weiterdrehen des Radsatzes. Aus diesem Grund sollen Hemmschuhe nicht auf beiden Schienen ausgelegt werden. Die Bremswirkung mit zwei Hemmschuhen ist erheblich geringer. Wenn insbesondere schwere Wagen mit einem Hemmschuh nicht sicher abgebremst werden können, wird vor die zweite Achse oder das zweite Drehgestell ein weiterer Hemmschuh ausgelegt. Dafür gibt es Stangenhemmschuhe mit zusätzlich am Bock angeschweißtem Winkel für das gefahrlose Auflegen mit der Auflegestange.
Um eine optimale Funktion zu erreichen, muss die Auflauffläche/Bremsfläche des Hemmschuhes richtig gepflegt werden. Um die Rollfähigkeit zu fördern, wird die Hemmschuhkappe geschmiert. Im Winter wird die Hemmschuhzunge mit offenem Feuer vorgewärmt. Bei glatten Schienenoberflächen, beispielsweise durch Raureif oder Eis, wird die Hemmschuhspitze gesandet. Weil die Hemmschuhe insbesondere beim Einsatz auf Ablaufbergen einem starken Verschleiß unterliegen, werden sie regelmäßig mit der Hemmschuhlehre geprüft und bei Toleranzüberschreitungen ausgesondert und der Aufarbeitung zugeführt.

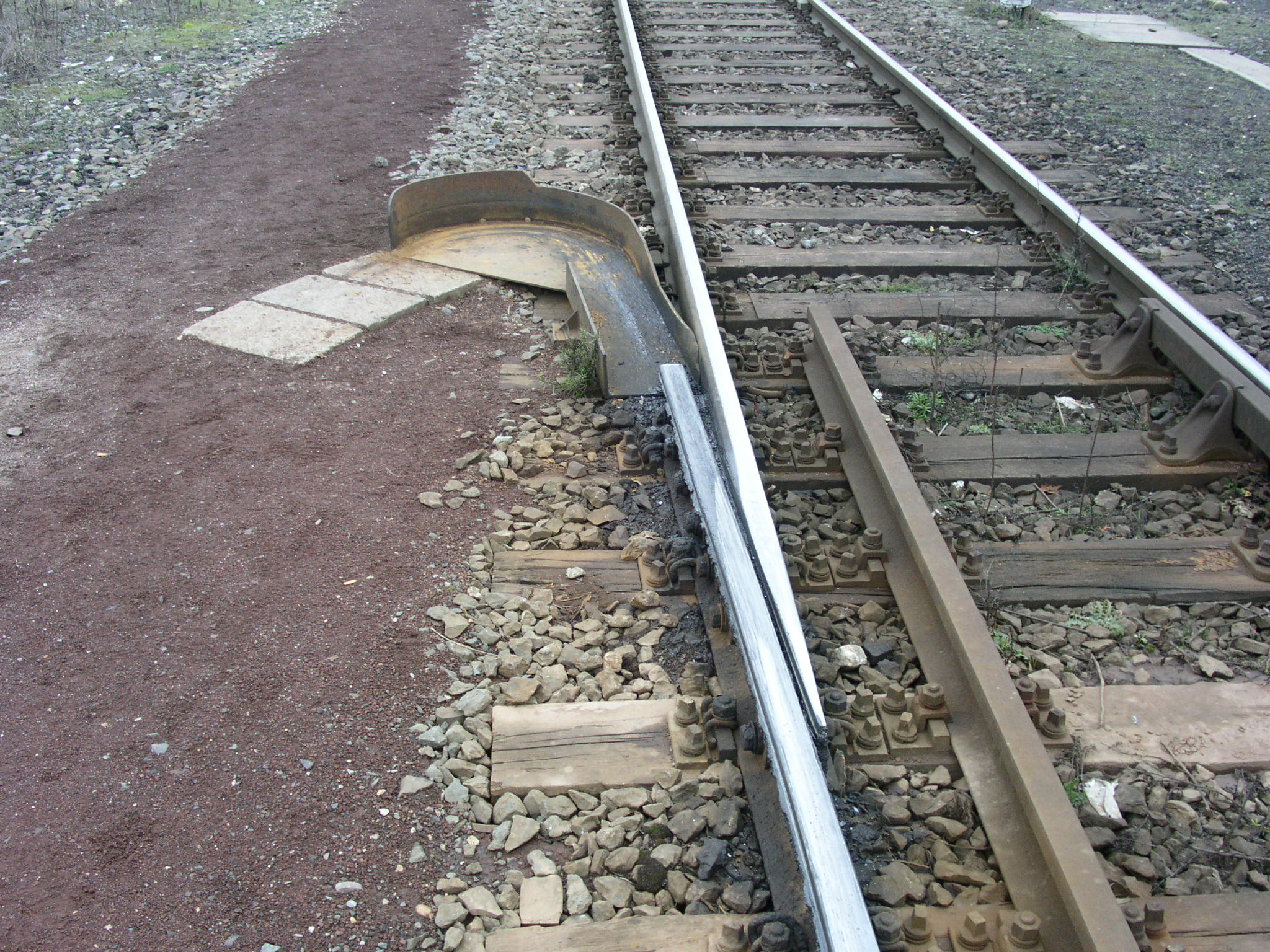
Hemmschuhauswurfvorrichtung

Wird der Hemmschuh an Ablaufbergen zum Abbremsen von Wagen verwendet, ohne dass diese zum Stillstand kommen sollen, wird am talseitigen Ende der Rampe des Ablaufberges eine Hemmschuhauswurfvorrichtung mit einer Fanggrube eingebaut. Durch diese Vorrichtung wird der Hemmschuh seitlich aus dem Rad gezogen und der Wagen rollt über den Weichenbereich zu seinem Ziel. Bei der sog. Büssingbremse oder Büssingbahn wird der Hemmschuh nach Auswurf per Transportband an die Auflegestelle zurückbefördert. Ein Entgleisen der Radsätze im Auswurfbereich wird durch einen Radlenker an der anderen Schiene verhindert. Diese Hemmschuhgleisbremsen wurden allerdings bei den meisten regelmäßig benutzten Ablaufanlagen durch weniger personalaufwändige und automatisierungsfähige Gleisbremsen (Talbremsen) ersetzt. Auf einigen Rangierbahnhöfen blieben die Hemmschuhauswurfvorrichtungen auch nach dem Einbau von Talbremsen als Rückfallebene erhalten.
Hemmschuhe dürfen in manchen Staaten nicht als Radvorleger zum Festlegen (Sichern gegen Bewegung) stillstehender Fahrzeuge verwendet werden; zum Schutz abgestellter Triebfahrzeuge vor zurollenden oder entlaufenen Fahrzeugen werden in Österreich vor dem zu schützenden Triebfahrzeug zwei blaue Hemmschuhe auf Sicherheitsabstand aufgelegt.

## Hemmschuhe bei Pferdefuhrwerken
Hemmschuhe wurden früher bei pferdebespannten Fuhrwerken auf Gefällestrecken verwendet. Da die Bremswirkung der damals üblichen Schleifbremsen wie auch die Bodenhaftung der eisenbereiften Wagenräder nicht ausreichte, um den Wagen auf langen Steilstrecken ausreichend zu bremsen, legten die Kutscher einen an der Achse oder dem Langbaum des Fuhrwerks befestigten Hemmschuh vor das rechte Hinterrad, um das Gespann zu bremsen. Die rechte Seite wurde gewählt, um dem rechts sitzenden Kutscher einen Blick auf den Radschuh zu ermöglichen, das unbeschuhte linke Hinterrad sorgt für die Spurführung des Wagens auf der Straße. Dazu muss das Gespann vor dem Gefälle anhalten, dann wird der Hemmschuh vor das rechte Hinterrad gelegt und mit der Kette mit dem Wagen verbunden. Durch Vorziehen rollt dieses Rad auf den Hemmschuh, wobei sich die Kette strafft (und in der Folge den Hemmschuh unter dem Rad hält und das Überlaufen verhindert) und der dann einzusteckende Bolzen verhindert, dass der Hemmschuh seitlich wegkippt und damit unwirksam wird. Das betreffende Rad rollt mit untergebauten Hemmschuh nicht mehr, sondern rutscht mit dem Hemmschuh über den Weg.

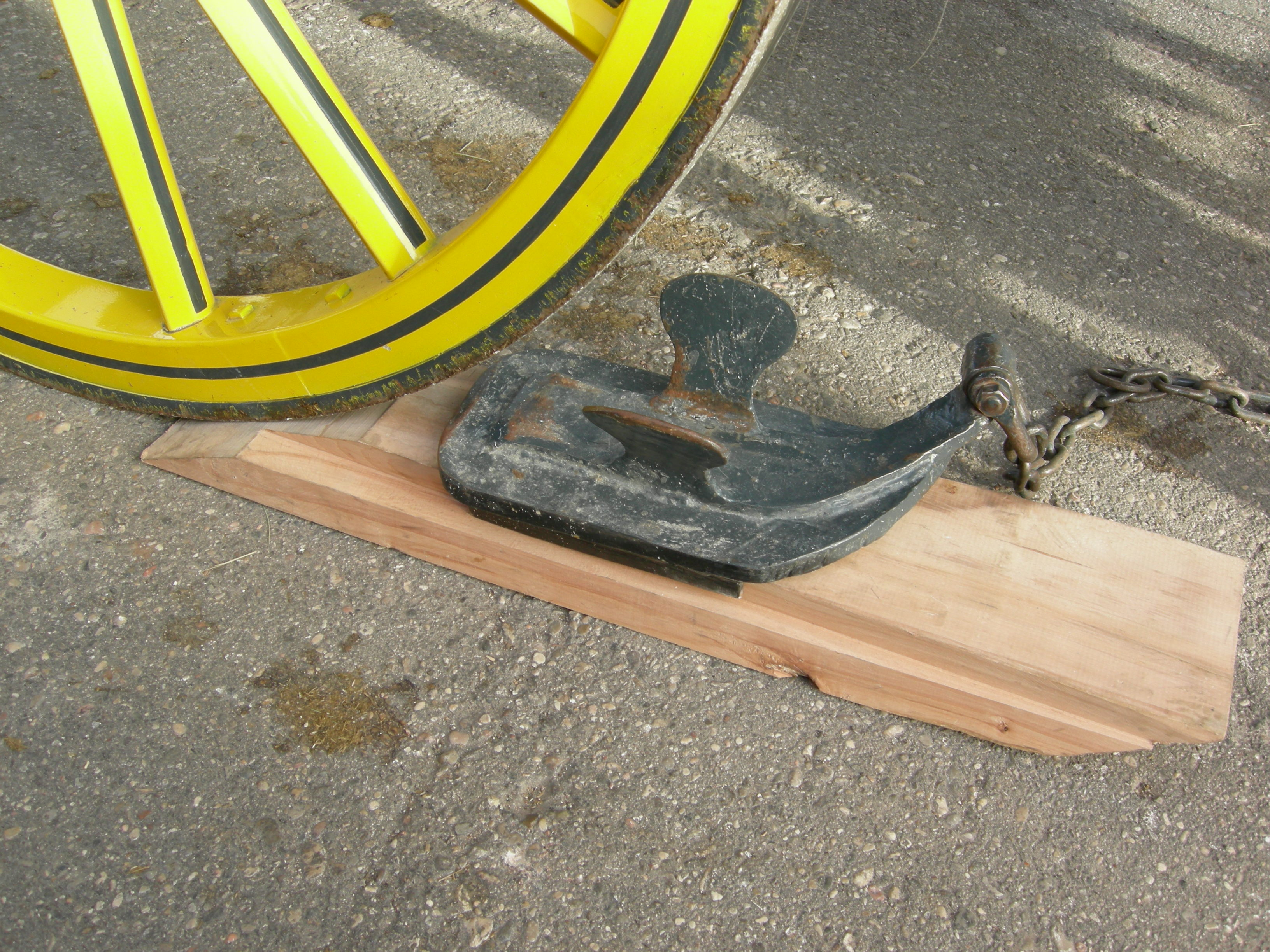
Hemmschuh für Kutschen
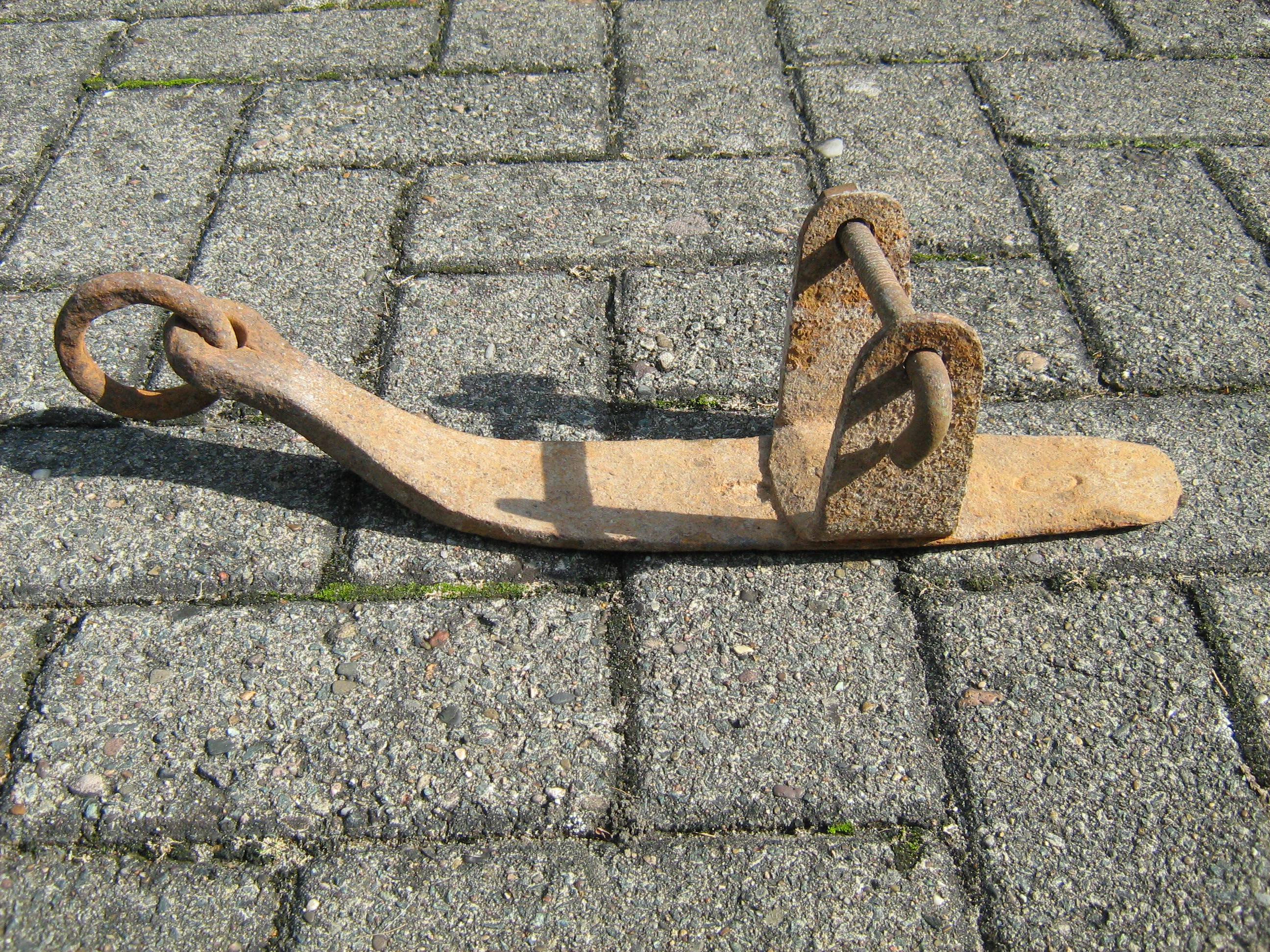
Hemmschuh für Fuhrwerke
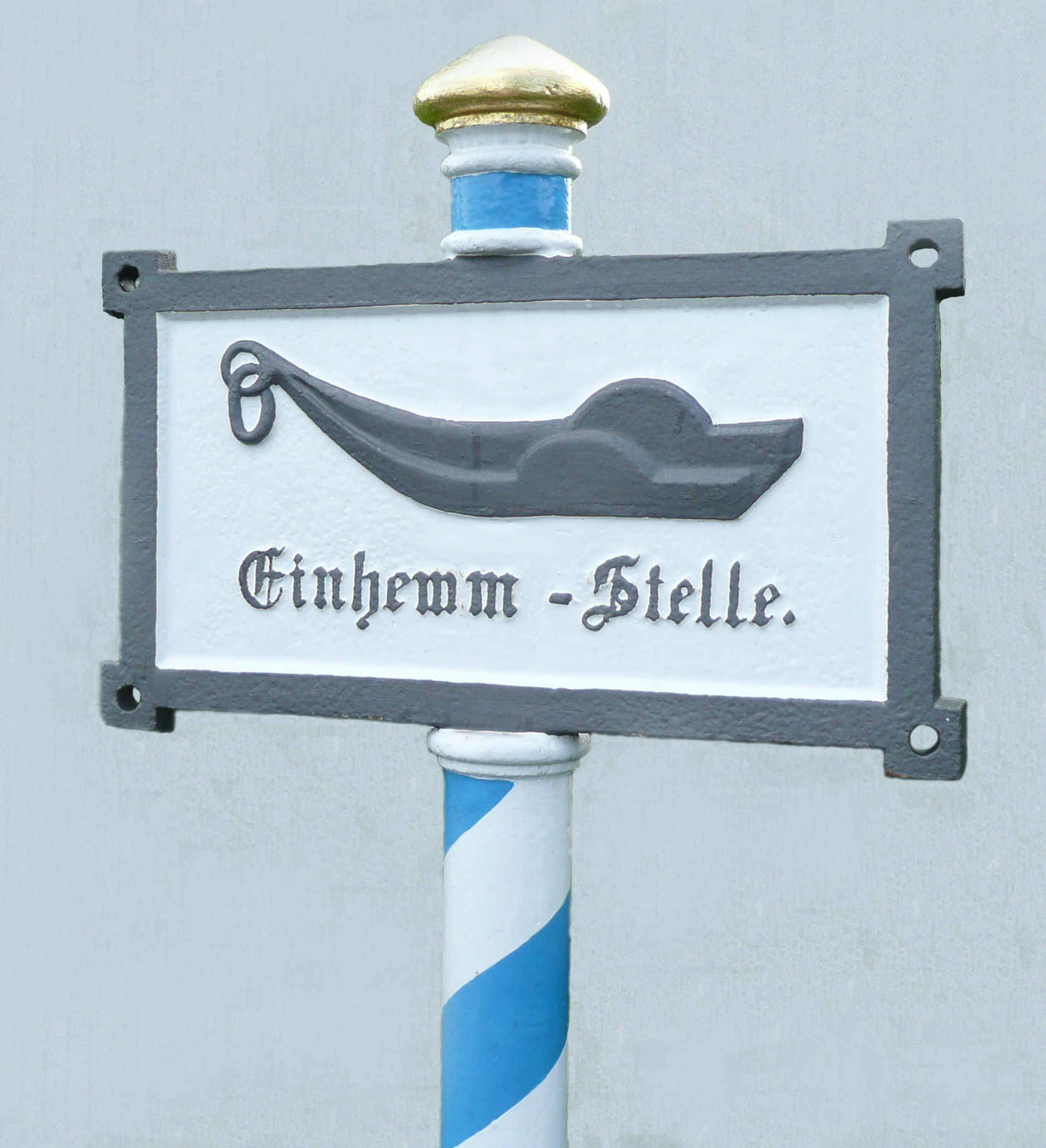
Historisches bayrisches Verkehrsschild in Lenting
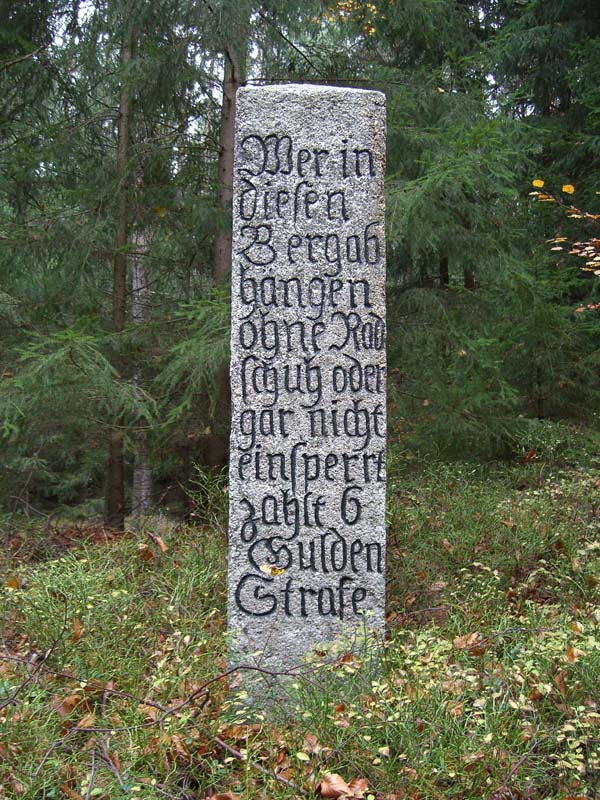
Radschuhsäule bei Friedenfels (Bayern)
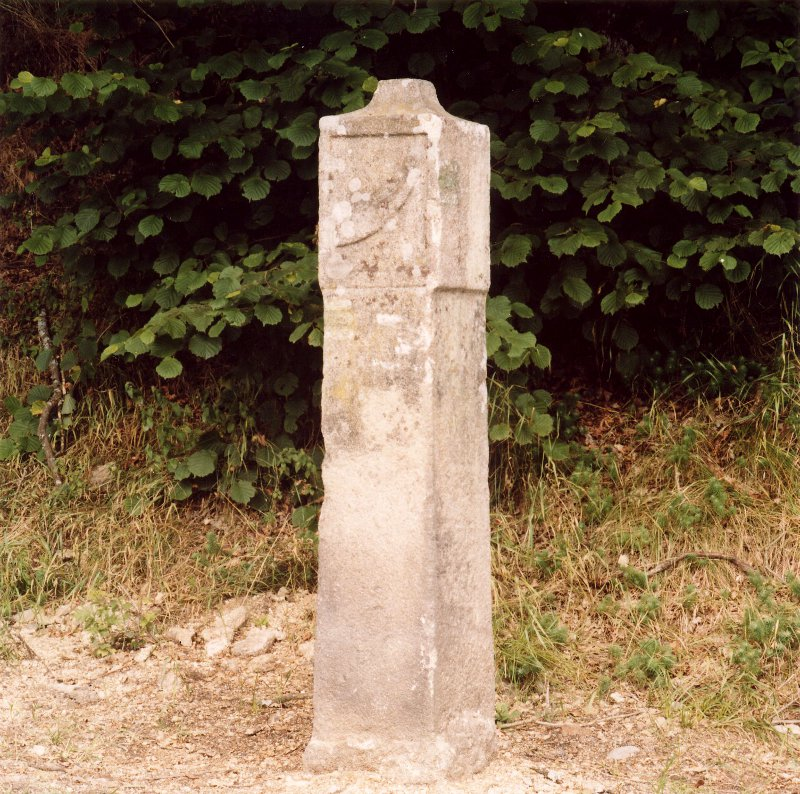
Frühneuzeitliches Gebotszeichen bei Rožmberk nad Vltavou (Tschechische Republik)
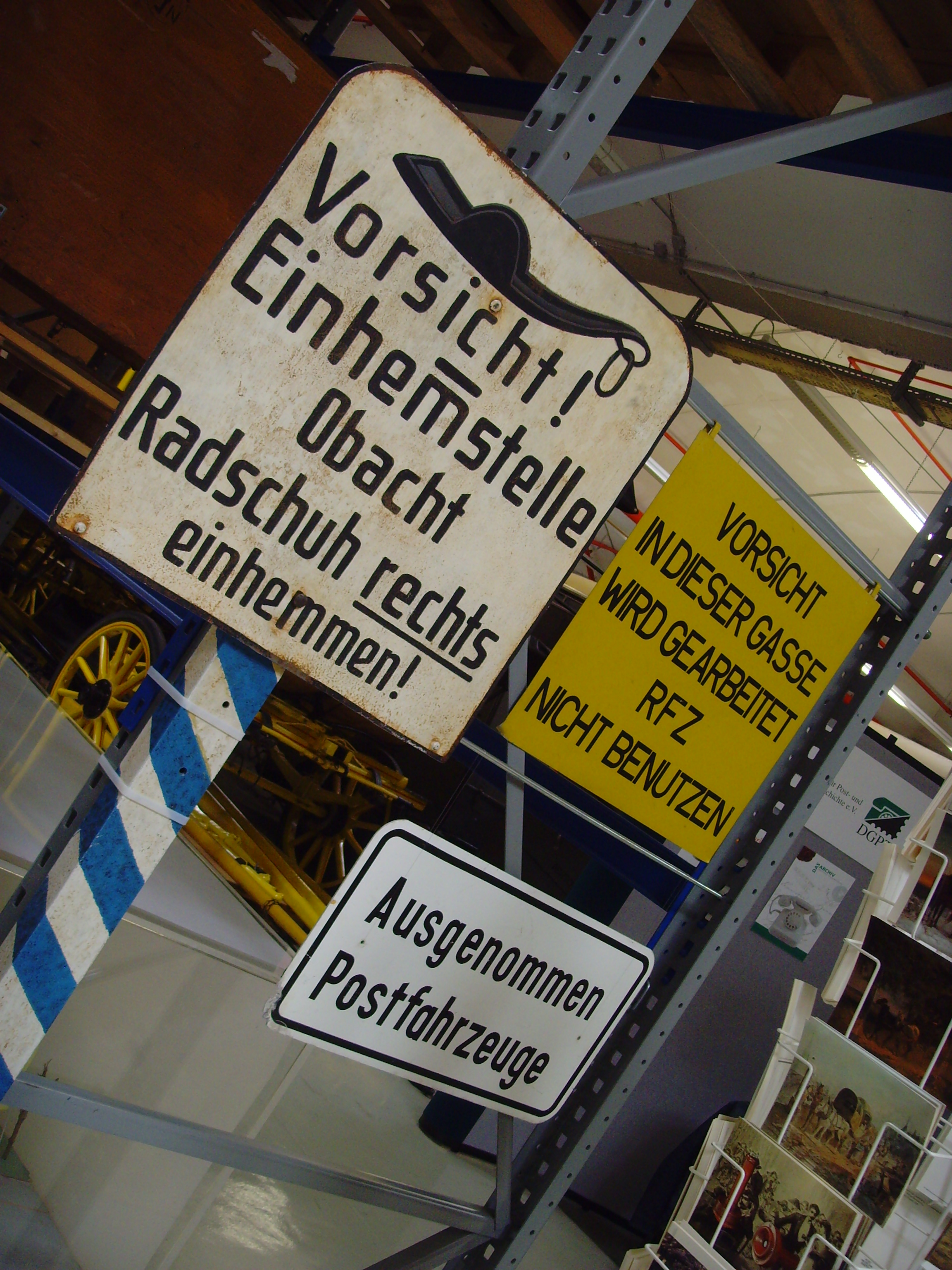
Schild: Vorsicht! Einhemmstelle, Obacht, Radschuh rechts einhemmen!

Moderne Kutschen sind überwiegend mit Scheibenbremsen oder Trommelbremsen und gummierten Radflächen ausgerüstet, deren starke Reibung und Bremswirkung den Hemmschuh unnötig machen.
Fahrer historischer Kutschen mit Schleifbremsen und eisenbereiften Holzrädern verwenden heute meist den für asphaltierte Straßen konstruierten Wielandschen Hemmschuh, bei dem unter der Metallkonstruktion ein meist aus Birkenholz gefertigter Holzkeil mit konisch zulaufender Nut eingelegt wird, der auf dem Asphalt für Reibung sorgt. Auf längeren Passabfahrten mit schweren Wagen müssen diese Keile oft mehrfach ersetzt werden.
Um die Bremswirkung des Hemmschuhs auch auf verschneiten oder vereisten Straßen zu gewährleisten, dient der sogenannte Eisreißer (auch „Eiskratzer“), der am Hemmschuh verkeilt wird.
In Deutschland dürfen Hemmschuhe gemäß § 65 Abs. 3 StVZO „nur als zusätzliche Hilfsmittel und nur dann verwendet werden, wenn das Fahrzeug mit einer gewöhnlichen Bremse nicht ausreichend gebremst werden kann“.

## Einhemmstelle
Vor steilen Gefällen gab es früher häufig beschilderte Einhemmstellen, an denen der Kutscher einhemmen, also den Hemmschuh einlegen, musste, da dies im Gefälle oft nicht mehr möglich war. Vereinzelt stehen noch Schilder oder Steinsäulen (Bremssteine), z. B. bei Friedenfels in der Oberpfalz (Steinwald), wo an einer steilen Gebirgsstraße eine jahrhundertealte Radschuhsäule steht, welche die Abfahrt ohne Radschuhe unter Strafe stellt.
Auch die Radschuhleiten, eine Rotte der Marktgemeinde Schwarzenbach im Bezirk Wiener Neustadt-Land in Niederösterreich, ist wahrscheinlich nach diesen historischen Bremshilfen benannt.

## „Hemmschuh“ als Redensart
Die Bezeichnung „Hemmschuh“ wird für etwas (oder eine Person) benutzt, das (bzw. die) eine Entwicklung bremst, verlangsamt oder behindert. Dies ist zumeist negativ konnotiert, kann aber auch positiv gemeint sein, bspw. wenn der „Hemmschuh“ eine andere Person vor einer vorschnellen Entscheidung bewahrt.